# Jordan Sabourin
Jordan Laurent Sabourin (* 27. Februar 1981) ist ein ehemaliger kanadischer Basketballspieler.

## Werdegang
Sabourin, ein aus Sarnia in der kanadischen Provinz Ontario stammender Innenspieler, ging zum Studium ins Nachbarland, die Vereinigten Staaten. Er gehörte von 2000 bis 2004 der Basketball-Hochschulmannschaft der Oakland University an.
Er wurde Berufsbasketballspieler und stand in der Saison 2004/05 beim deutschen Regionalligisten MTV Stuttgart unter Vertrag. Ihm gelang mit der Mannschaft der Aufstieg in die 2. Basketball-Bundesliga. 2005 nahm Sabourin mit der kanadischen Studentenauswahl an der Sommer-Universiade teil. Der Kanadier setzte seine Laufbahn 2005/06 beim Zweitligisten Bremen Roosters fort.
In der Saison 2006/07 feierte er – diesmal mit dem TSVE Bielefeld – wieder den Aufstieg in die 2. Bundesliga. Kurz vor dem Beginn des Spieljahres 2007/08 erhielt Sabourin ein Angebot seines vormaligen Vereins, der Bremen Roosters, die den Sprung in die neue 2. Bundesliga ProA geschafft hatten. Er kam in den Spieljahren 2007/08 und 2008/09 auf insgesamt 59 ProA-Einsätze für die Bremer, erzielte 2007/08 im Schnitt 10,2 Punkte sowie 8,4 Rebounds und 2008/09 8,1 Punkte sowie 8 Rebounds je Begegnung.
Nach der Spielerlaufbahn wurde Sabourin als Trainer für die Bereiche Kraft und Athletik tätig. Er hospitierte bei der NBA-Mannschaft Detroit Pistons und an der Oakland University, in der Saison 2010/11 arbeitete er für den türkischen Erstligisten Türk Telekomspor. Anschließend ließ er sich im Raum Detroit als Kraft- und Athletiktrainer für Privatleute nieder, stieß 2013 zum Trainerstab der Detroit Pistons, die ihn im September 2016 zum hauptverantwortlichen Trainer des Bereichs Kraft- und Konditionstraining beförderten.